# Гай (Краснодарский край)
Гай — упразднённый хутор в Лабинском районе Краснодарского края России. На момент упразднения входил в состав Харьковского сельского округа. В 1997 году включен в состав хутора Харьковский и исключен из учётных данных.

## География
Располагался на правом берегу реки Грязнуха 2-я, ныне северная часть хутора Харьковский.

## История
По данным на 1925 год хутор Гай состоял из 21 хозяйства. В административном отношении входил в состав сельсовета Союза 16-ти хуторов Вознесенского района Армавирского округа Северо-Кавказского края.
Постановлением заксобрания Краснодарского края от 27 мая 1997 года № 639-П хутор в состав хутора Харьковский и исключен из учётных данных.

## Население
По данным на 1925 год на хуторе проживало 177 человек, в том числе 85 мужчин и 92 женщины.